# Eusébio (conde dos federados)
Eusébio (em latim: Eusebius) foi um oficial bizantino do século VI, ativo durante o reinado do imperador Justiniano (r. 527–565). É registrado nas fontes como cônsul e conde dos federados. No final de 562, ele e João revelaram uma conspiração contra Justiniano depois do conspirador Ablávio confidenciar-lhes os detalhes. Os autores da PIRT consideram que, a julgar sua posição de conde dos federados, ele foi, na verdade, "cônsul honorário", uma afirmação indicada pela crônica de Teófanes, o Confessor. Para eles, a confusão com seu título deu-se pela inserção de novos elementos ao relato sobre seu papel na conspiração presente nos Excertos de Constantino VII (r. 913–959).